# 現購自運
现购自运（Cash&carry）是一种超市批發購物模式，客户在超市現場以现金方式结算，并自行运走货物。買家一般為大企業，普通消費者禁止入內。傳統上超市批發貨物給客戶時為送貨上門。